# Banc Islàmic de Desenvolupament
El Banc Islàmic de Desenvolupament, BID, (àrab: البنك الإسلامي للتنمية, al-Bank al-Islāmī li-t-Tanmiyya; anglès: Islamic Development Bank o IsDB) és una institució que té com a objectiu ser una mena de Banc Mundial per als països musulmans. Està participada únicament per estats sobirans i la seva seu central es troba a Jiddah, Aràbia Saudita,
El BID té la missió de promoure el desenvolupament econòmic i el progrés social dels països membres i les comunitats musulmanes d'acord amb els principis de la llei islàmica.

## Història
Es va fundar durant la primera trobada de Ministres de Finances de l'Organització de la Conferència Islàmica (anomenada actualment Organització de Cooperació Islàmica, OCI), celebrada el 18 de desembre de 1973 sota els auspicis del Rei de l'Aràbia Saudita, en aquell temps Faisal, i va iniciar oficialment les seves activitats el 20 d'octubre de 1975.
El 1994 es van obrir dues oficines regionals: una a Rabat (Marroc) i l'altra a Kuala Lumpur (Malàisia). El juliol de 1997 se'n va obrir una altra a Almaty (Kazakhstan) per a servir d'enllaç entre els països membres del BID i les repúbliques de l'Àsia central. Finalment, el 2007, es va obrir la quarta a Dakar (Senegal) per a encarregar-se de les operacions a l'Àfrica.
El 22 de maig de 2013 el banc va triplicar el seu capital autoritzat fins a 150.000 milions de dòlars per a servir millor els musulmans, tant dels estats membres com dels que no ho són. Ha rebut la qualificació AAA de Standard & Poor's, Moody's, i Fitch.
El BID és un observador a l'Assemblea General de les Nacions Unides.

## Membres

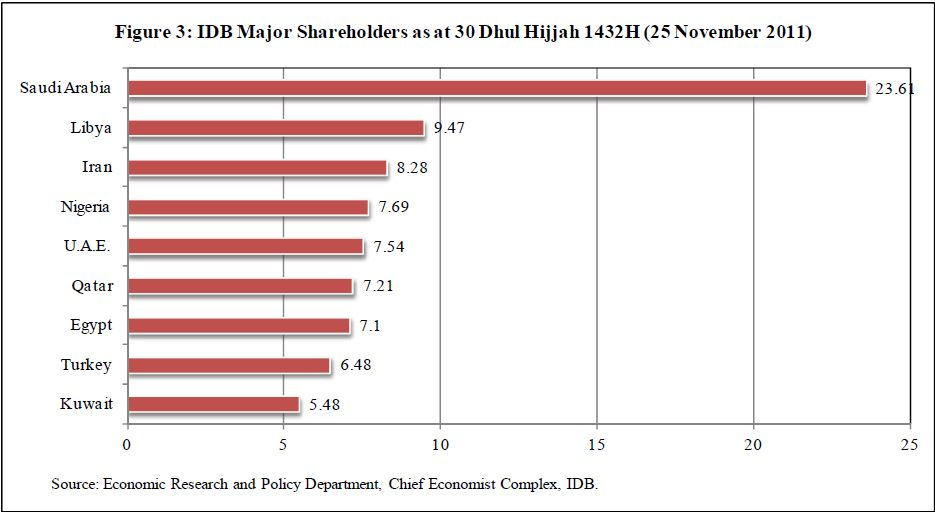
Accionistes per participació el 2011

Actualment al BID hi participen 57 països. Les condicions per a ser-ne membre són que el país sigui també membre de l'OCI, que aporti la seva contribució al capital del Banc i que accepti els termes i condicions que pugui decidir la Junta de Govern.
L'Aràbia Saudita n'és l'accionista majoritari amb la quarta part del capital i, per ordre de major a menor capital desemborsat (a l'agost de 2015), els principals partícips eren:
1. Saudi Arabia (26.57%)
2. Algeria (10.66%)
3. Iran (9.32%)
4. Egypt (9.22%)
5. Turkey (8.41%)
6. United Arab Emirates (7.54%)
7. Kuwait (7.11%)
8. Pakistan (3.31%)
9. Libya (3.31%)
10. Indonesia (2.93%)

## Estructura

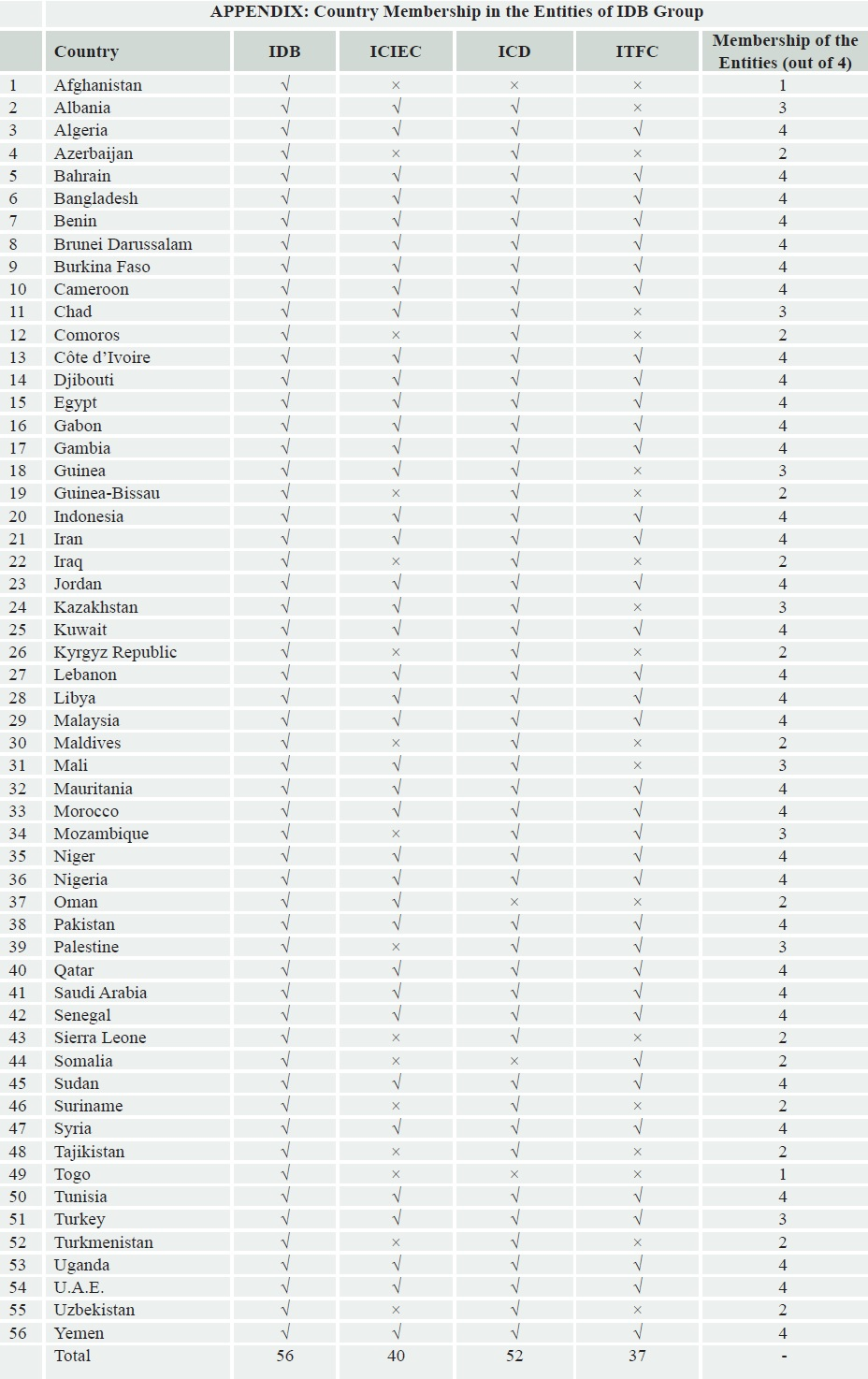
Participació dels estats membres a les institucions del BID

El BID ha esdevingut un grup de cinc entitats: el Banc Islàmic de Desenvolupament (IDB), l'Institut del Banc Islàmic de Desenvolupament (IsDBI), la Corporació Islàmica per al Desenvolupament del Sector Privat (ICD), la Corporació Islàmica per a Assegurances d'Inversions i Crèdits a l'Exportació (ICIEC) i la Corporació Islàmica Internacional de Finances del Comerç (ITFC). La taula annexa detalla la pertinença de cada estat membre a les diferents institucions.

## Activitats
El Grup BID es dedica a una àmplia gamma d'activitats especialitzades i integrades, com ara:
- Finançament de projectes en els sectors públic i privat;
- Ajuda al desenvolupament per a la mitigació de la pobresa;
- Assistència tècnica per a la creació de capacitats;
- Cooperació econòmica i comercial entre els països membres;
- Finançament comercial;
- Finançament de les pimes;
- Mobilització de recursos;
- Inversió directa de capital en institucions financeres islàmiques;
- Cobertura d'assegurances i reassegurances per a inversió i crèdit a l'exportació;
- Programes de recerca i formació en economia i banca islàmiques;
- Inversió i finançament waqf;
- Ajuts i beques especials per a països membres i comunitats musulmanes en països no membres;
- Socors d'emergència;
- Serveis d'assessorament a entitats públiques i privades dels països membres.

## Crítiques
Segons NGO Monitor, una ONG pro-israeliana amb seu a Jerusalem, el Banc Islàmic de Desenvolupament és un dels principals col·laboradors d'Islamic Relief Worldwide, una organització que alguns consideren que dona suport a l'extremisme, per exemple, els Emirats Àrabs Units, que la van incloure com a organització terrorista el 2014. Tanmateix, el govern britànic va emprendre una investigació oficial sobre l'assumpte a petició del govern dels Emirats Àrabs Units i no es va detectar aquesta orientació. Ni el Banc Islàmic de Desenvolupament ni l'organització Islamic Relief Worldwide han estat mai declarats per l'ONU ni pel govern dels Estats Units com a entitats terroristes ni com a organitzacions que financen el terrorisme.